# جيمس روجرز (سياسي)
جيمس روجرز (بالإنجليزية: James Rogers)‏ هو محامي وسياسي أمريكي، ولد في 24 أكتوبر 1795 في مقاطعة يونيون في الولايات المتحدة، وتوفي بنفس المكان في 21 ديسمبر 1873. حزبياً، نشط في الحزب الديمقراطي. وقد انتخب عضو مجلس النواب الأمريكي.